# Sant Esteve de Camps
Sant Esteve de Camps és una església romànica que pertany al municipi de Fonollosa (Bages). Forma part de l'Inventari del Patrimoni Arquitectònic de Catalunya.

## Descripció
Església romànica totalment arruïnada, de la qual només es conserven restes dels murs de la nau, que no sobrepassen un metre t'alçaria. Segurament duria tractar-se d'una petita capella amb un absis. Malauradament, en els últims anys les restes s'han degradat molt, car els carreus han estat aprofitats pels masos veïns.
L'església de Sant Esteve de Camps es trobava dins el terme de l'antic i veí castell de Castelltallat. Al lloc de "Canticos", mai degué passar de simple capella rural; el mas veí de Sant Esteve figura entre les propietats que el comte Borrell va donar al monestir de Santa Maria de Montserrat. L'església és esmentada indirectament al segle xiii en una donació a l'esmentat monestir.